# برآوردگر بیزی
در الگوریتم‌های تخمینی و نظریه تصمیم، یک برآوردگر بیزی یا یک عملگرد بیزی یک برآوردگر یا قانون تصمیم است که امید ریاضی پسین از یک تابع زیان را به حداقل می‌رساند. به‌طور معادل، این برآوردگر، امید پسین یک تابع مطلوب را به حداکثر می‌رساند. یک راه مناسب دیگر برای تدوین یک برآوردگر در داخل آمار بیزی، عبارتست از برآوردگر بیشه‌گر احتمال پسین.

## تعریف
فرض‌کنید می‌دانیم یک پارامتر نامعین θ، دارای احتمال پیشین {\displaystyle \pi } است. همچنین {\displaystyle {\widehat {\theta }}={\widehat {\theta }}(x)} یک برآوردگر θ (براساس متغیر x) و {\displaystyle L(\theta ,{\widehat {\theta }})} تابع نامطلوبی مانند مربع خطا باشد. خطر بیزی {\displaystyle {\widehat {\theta }}} را به شکل {\displaystyle E_{\pi }\{L(\theta ,{\widehat {\theta }})\}} تعریف می‌کنیم، که در آن، امید ریاضی با توزیع احتمال {\displaystyle \theta }، کنترل می‌شود: این تابع خطر را به عنوان تابعی از {\displaystyle {\widehat {\theta }}} توصیف می‌کند. برآوردگر {\displaystyle {\widehat {\theta }}} به شرطی یک برآوردگر بیزی است که خطر بیزی را در میان تمام برآوردگرها به حداقل برساند. به‌طور معادل، برآوردگری که زیان مورد انتظار پیشین {\displaystyle E\{L(\theta ,{\widehat {\theta }})|x\}} را به ازای هر X به حداقل برساند، خطر بیزی و در نتیجه برآوردگر بیزی را نیز به حداقل خواهد رساند.